# Die fliegenden Ärzte
Die fliegenden Ärzte (The Flying Doctors) ist der gemeinsame deutsche Titel dreier aufeinanderfolgender australischer Fernsehserien von Crawford Productions, die den Zuschauern erstmals die Realität des RFDS (Royal Flying Doctor Service of Australia) näher brachten. Die Originalserie umfasst sechs Staffeln mit insgesamt 221 Episoden.

## Hintergrund
1985 startete Die fliegenden Ärzte zunächst als sechsteilige Miniserie, in der Dr. Tom Callaghan als neuer Arzt in das verschlafene Nest Cooper’s Crossing kommt und dort die Leitung von Harry Sinclair übernahm. Nach dem großen Erfolg wurde 1986 die Serie fortgesetzt, es taucht Dr. Chris Randall als neue Ärztin auf. Nach 16 Folgen verließ Andrew McFarlane die Serie und ein neuer Arzt, Dr. Geoff Standish, wurde eingeführt.
Die einzelnen Episoden der Serie sind in sich abgeschlossene Geschichten. Allerdings gibt es auch aufeinander aufbauende Handlungen. Dabei ist vorrangig die langsam entstehende Liebesbeziehung zwischen der Krankenschwester Kate Wellings und Dr. Geoff Standish zu nennen, die in Staffel 5 schließlich heiraten und später auch ein Kind bekommen. McFarlane kehrt in der fünften Staffel wieder zur Serie zurück und spielte Dr. Tom Callaghan für weitere 37 Folgen. Andere bedeutenden Charaktere sind der Pilot Sam Patterson und die Mechanikerin Emma Plimpton, die bereits am Ende der zweiten Staffel heiraten. Weiterhin der örtliche Polizist Jack Carruthers und die beiden Barbesitzer Vic and Nancy Buckley.
Nach 221 Episoden wurde die eigentliche Serie eingestellt. 1993 startete jedoch ein Spin-Off mit dem Originaltitel R.F.D.S., von dem insgesamt 13 Folgen produziert wurden. Eine der Hauptrollen spielte Sophie Lee als Penny Wellings, die auch schon in der Originalserie zu sehen war. In Deutschland wurden alle drei Serien unter dem Titel Die fliegenden Ärzte gezeigt und die Ausstrahlung ging jeweils nahtlos ineinander über.

## Figuren
- Andrew McFarlane spielt Tom Callaghan: Ein junger Arzt, der am Ende der Mini-Serie den RFDS-Stützpunkt in Cooper’s Crossing von Harry Sinclair übernimmt. Mit der jungen Ärztin Dr. Chris Randall, die zu Beginn der 1. Staffel in die Serie einsteigt, beginnt eine Liebesbeziehung. In Folge 16 verlässt Callaghan Australien, um mit einem Hilfsdienst nach Afrika zu gehen. In der Folge 113 kehrt er als gebrochene Persönlichkeit zurück. Nach der Folge 156 kehrt er nur noch einmal in der Folge 201 (Das Tagebuch) zurück.
- Liz Burch spielt Chris Randall: Als erste Ärztin in Cooper’s Crossing stößt sie zunächst auf viel Ablehnung der Einwohner von Cooper’s Crossing. Aber bald gewinnt sie deren Herzen und bleibt auch trotz des Endes ihrer Liebesbeziehung mit Dr. Tom Callaghan. In der Folge 146 verlässt sie Cooper’s Crossing, um bei ihrem kranken Vater in Melbourne zu bleiben. Auch sie kehrt für die Folge 201 noch einmal zurück. Zusammen mit Tom Callaghan beschließt sie nach Afrika zu gehen.
- Robert Grubb spielt Geoff Standish: Er übernimmt in Folge 17 die Leitung des RFDS-Stützpunkts von Tom Callaghan. Nachdem er zunächst bei den Einwohnern von Cooper’s Crossing auf Ablehnung stößt, wird einer der beliebtesten Charaktere. Seine sich langsam entwickelnde Beziehung zu der Krankenschwester Kate Wellings spielt dabei eine bedeutende Rolle.
- Louise Siversen spielt Debbie O’Brien. Ersatzpilotin, immer wenn der reguläre Pilot nicht da ist.

## Veröffentlichung
| Staffel   | Episodenanzahl | Erstausstrahlung Australien (Nine Network) | Erstausstrahlung Australien (Nine Network) | Deutsche Erstausstrahlung (ZDF) | Deutsche Erstausstrahlung (ZDF) |
| Staffel   | Episodenanzahl | Staffelpremiere                            | Staffelfinale                              | Staffelpremiere                 | Staffelfinale                   |
| --------- | -------------- | ------------------------------------------ | ------------------------------------------ | ------------------------------- | ------------------------------- |
| Miniserie | 3 bzw. 6       | 12. Mär. 1985                              | 25. Mär. 1985                              | 26. Mär. 1991                   | 18. Apr. 1991                   |
| 1         | 26             | 15. Mai 1986                               | 10. Nov. 1986                              | 25. Apr. 1991                   | 9. Nov. 1991                    |
| 2         | 38             | 7. Juli 1987                               | 9. Juni 1988                               | 16. Nov. 1991                   | 31. Okt. 1992                   |
| 3         | 36             | 16. Juni 1988                              | 11. Mai 1989                               | 7. Nov. 1992                    | 28. Aug. 1993                   |
| 4         | 36             | 18. Mai 1989                               | 3. Mai 1990                                | 4. Sep. 1993                    | 31. Jan. 1994                   |
| 5         | 36             | 10. Mai 1990                               | 28. Feb. 1991                              | 1. Feb. 1994                    | 21. Mär. 1994                   |
| 6         | 49             | 7. Mär. 1991                               | 10. Nov. 1992                              | 22. Mär. 1994                   | 11. Juni 1994                   |
| Spin-off  | 13             | 21. Jan. 1993                              | 4. Feb. 1994                               | 13. Juni 1994                   | 29. Juni 1994                   |

In Deutschland teilte man die Folgen der Originalserie für die Veröffentlichung auf DVD auf insgesamt neun Staffeln auf. Am 22. Dezember 2017 wurde die Serie (FSK 12) in einer Komplettbox in deutscher Sprache mit 63 DVDs (9868 Min.) veröffentlicht.